# Hana Mae Lee
Hana Mae Lee, född 28 september 1988 i San Fernando Valley i Kalifornien, är en koreansk-amerikansk skådespelerska, fotomodell, komiker och modedesigner. Hon är mest känd för att spela rollen som Lilly Onakurama i alla tre filmer i Pitch Perfect-serien (2012, 2015 och 2017), samt rollen som Sonya i Netflix skräckkomedifilmer The Babysitter och The Babysitter: Killer Queen. Hon har ett eget kläd- och smyckesmärke med namnet Hanamahn.
Hana Mae Lees mamma drev tidigare en skönhets- och frisersalong. Hana Mae Lee började arbeta som professionell sminkös vid femton års ålder på varuhuskedjan Macy's, innan hon gick över till att arbeta med redaktionella fotograferingar. Hon har sedan år 2018 valt att avstå från arbetet som sminkös, eftersom hon satsat på sin karriär i underhållningsbranschen.
Hana Mae Lee började vid sexton års ålder att arbeta professionellt som fotomodell. Hon har synts i kampanjer för Honda, Jeep, Apple Inc., Nokia, Sebastian, American Express, HP, Cherry Coke och Midori. Hon har också synts i tidningarna TIME, SOMA, Elle och Teen Vogue.

## Filmografi (i urval)

### Filmer
| År   | Titel                        | Roll                      | Noter |
| ---- | ---------------------------- | ------------------------- | ----- |
| 2006 | The Dog Problem              | Tjej på kafé              |       |
| 2012 | Pitch Perfect                | Lilly Onakurama           |       |
| 2015 | Pitch Perfect 2              | Lilly Onakurama           |       |
| 2015 | Jem and the Holograms        | Roxanne "Roxy" Pellegrini |       |
| 2016 | Unleashed                    | Nina                      |       |
| 2017 | The Babysitter               | Sonya                     |       |
| 2017 | Love Beats Rhymes            | Julie                     |       |
| 2017 | Pitch Perfect 3              | Lilly Onakurama           |       |
| 2020 | The Babysitter: Killer Queen | Sonya                     |       |
| 2021 | Habit                        | Jewel                     |       |

### TV-serier
| År   | Titel                | Roll           | Noter                           |
| ---- | -------------------- | -------------- | ------------------------------- |
| 2011 | Mike & Molly         | Soo-Jin        | Avsnittet "Samuel Gets Fired"   |
| 2011 | Workaholics          | Hannah         | Avsnittet "Karl's Wedding"      |
| 2014 | Marry Me             | Fantasia Yang  | Avsnittet "Annicurser-Me"       |
| 2014 | Super Fun Night      | Frankie        | 3 avsnitt                       |
| 2014 | Californication      | Me Suk Kok     | Avsnittet "Dinner with Friends" |
| 2017 | Patriot              | Numi Haruno    | Återkommande roll (säsong 1)    |
| 2019 | Perpetual Grace, LTD | Scotty Scholes | Återkommande roll               |